# Turismo en Nepal
El turismo es la industria más grande de Nepal y su mayor fuente de divisas e ingresos. Nepal, que posee ocho de las diez montañas más altas del mundo, es un destino de moda para montañistas, escaladores y personas que buscan aventuras. La herencia hindú y budista de Nepal y su clima fresco también son atractivos importantes para los turistas.

## Visión general

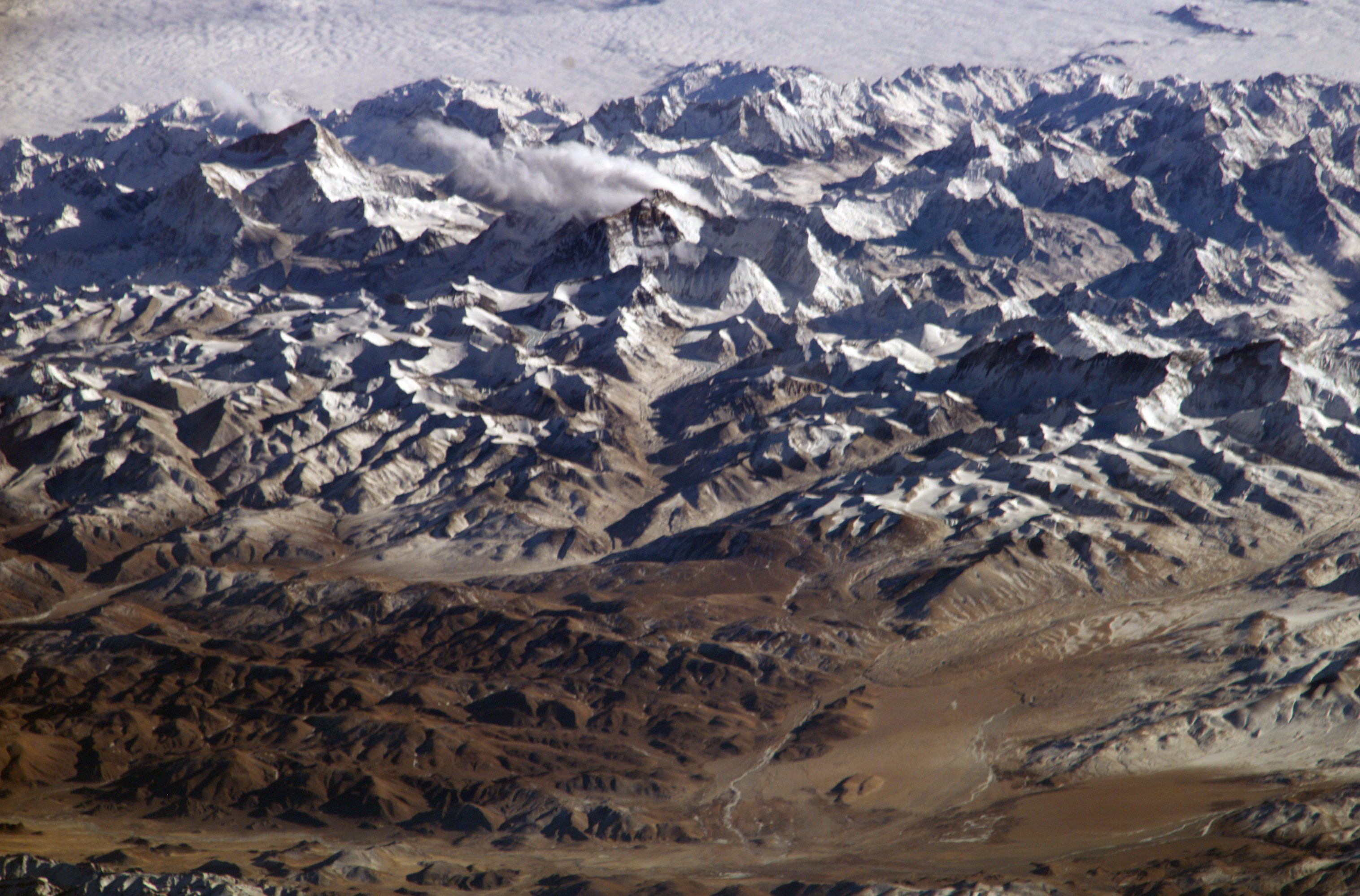
Himalaya y el monte Everest vistos desde el espacio. Nepal tiene 8 de las 10 montañas más altas del mundo.

El monte Everest, el pico de montaña más alto del mundo (8848 m s. n. m.), se encuentra en Nepal. El montañismo y otros tipos de turismo de aventura y ecoturismo son atractivos importantes para los visitantes. El sitio del patrimonio mundial Lumbini, lugar de nacimiento de Buda, se encuentra en el sur de la región Oeste de Nepal (que a pesar del nombre se encuentra en el centro del país) y existen otros importantes sitios de peregrinación religiosa en todo el país. La industria turística es vista como una forma de aliviar la pobreza y lograr una mayor equidad social en el país. El turismo aporta 471 millones de dólares estadounidenses al año a la economía de Nepal.

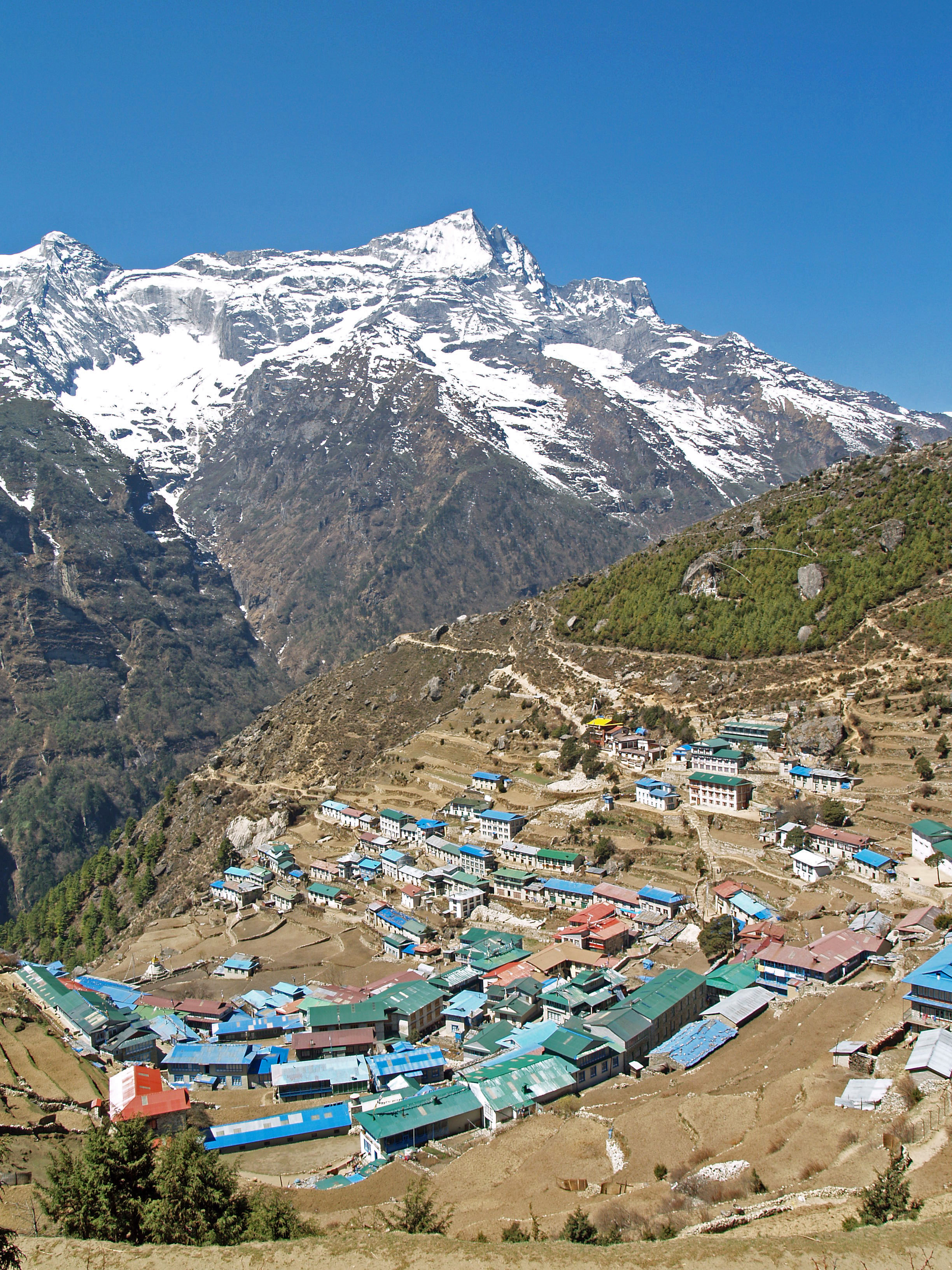
Namche Bazaar, puerta de entrada al monte Everest, bajo la nieve

Según las estadísticas de 2012, hubo una tasa de crecimiento lento del 9,8%.  Según las estadísticas de la Junta de Turismo de Nepal (NTB), un total de 598.204 turistas extranjeros ingresaron al país por vía aérea en 2012. El gobierno de Nepal declaró el año 2011 como el Año del Turismo de Nepal y esperaba atraer a un millón de turistas extranjeros al país durante ese año.  El gobierno de Nepal también ha declarado el Año del Turismo de Lumbini 2012 para promover el pueblo de Lumbini. El gobierno de Nepal también ha declarado recientemente Visit Nepal 2020 con el objetivo de atraer a dos millones de turistas en el año 2020.
Según las estadísticas de 2017, la mayoría de los turistas vienen a Nepal para observar los sitios de peregrinación y sitios patrimoniales del país, es decir, el 70,3% del total, luego el 34,5% lo visita por placer, el 13,1% de ellos visita Nepal para montañismo y trekking y el 18,0% restante. de los turistas llegan para actividades oficiales, conferencias, negocios, etc.
La industria del turismo de Nepal se vio afectada después del devastador terremoto del año 2015, por la serie de terremotos de 2015 . En 2020, el sector del turismo en Nepal colapsó debido a la pandemia de COVID-19.

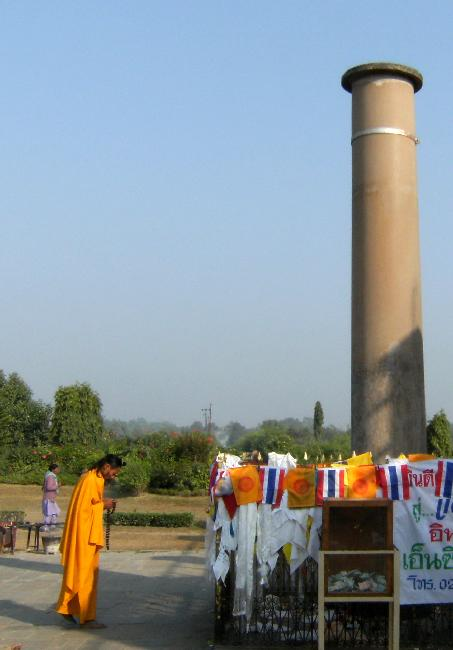
Lumbini

## Estadísticas
En 2007, el número de turistas internacionales que visitaron Nepal fue de 526.705, lo que representó un aumento del 37,2% en el número de turistas en comparación con el año anterior. En 2008, el número de turistas disminuyó un 5% a 500.277. En 2018, el número de llegadas de turistas internacionales fue un récord de 1,7 millones. La ciudad de Pokhara es uno de los principales destinos turísticos de Nepal.
En 2008, el 55,9% de los visitantes extranjeros procedían de Asia (18,2% de la India), mientras que los europeos occidentales representaban el 27,5%, el 7,6% eran de Norteamérica, el 3,2% de Australia y la región del Pacífico, el 2,6% de Europa del Este, 1,5 % de Sudamérica y Centroamérica, 0,3% de África y 1,4% de otros países.
Los turistas extranjeros que visitaron Nepal en el año 2008 permanecieron en el país una media de 11,78 días.  

### Llegadas

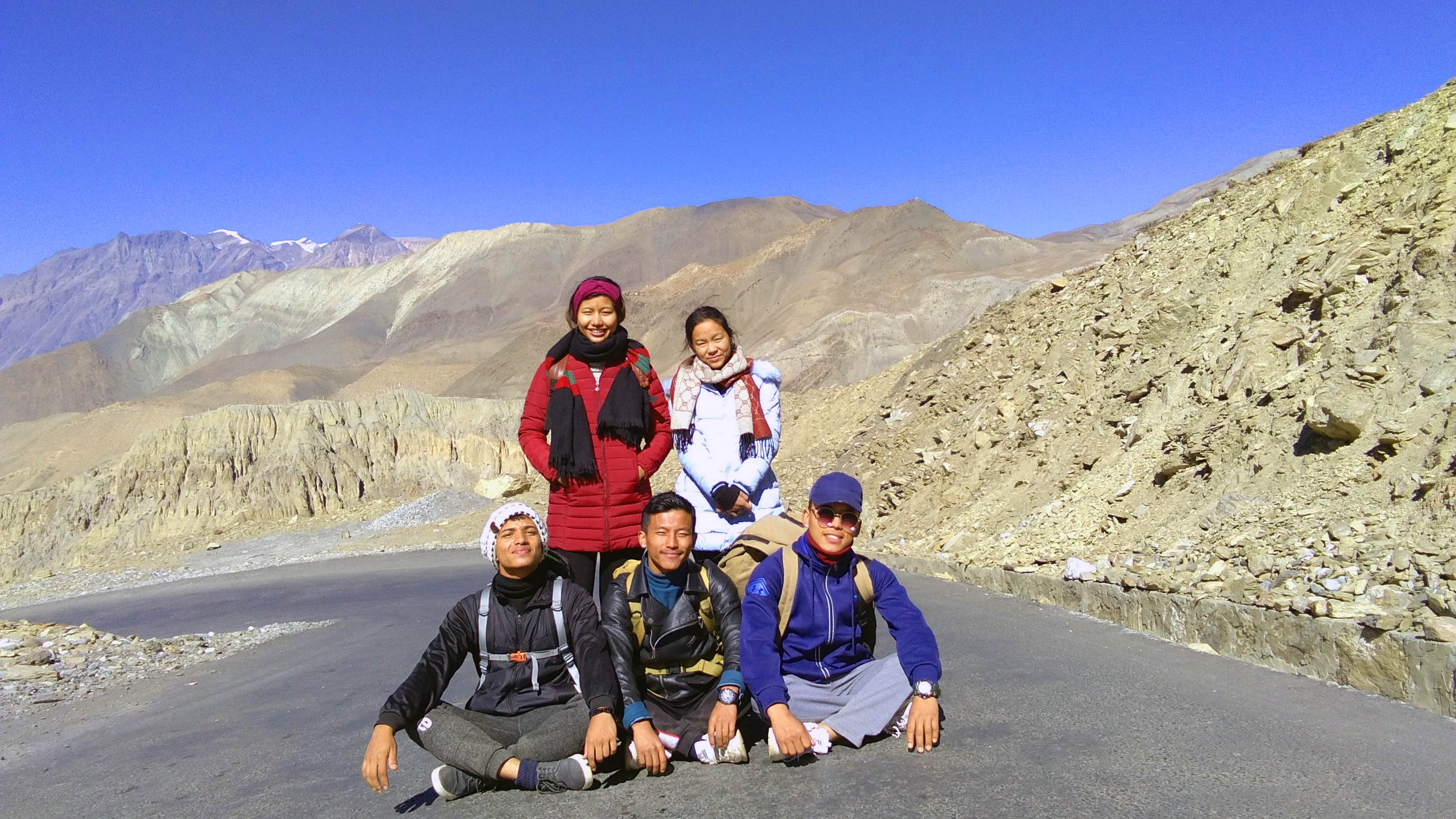
Turistas en Jomsom

Esta estadística muestra el número de llegadas de turistas internacionales por año, 1993-2019:
| Año  | Número de turistas internacionales <br> llegando a Nepal | % cambiar de <br> año anterior |
| ---- | -------------------------------------------------------- | ------------------------------ |
| 1993 | 293,567                                                  | -12,2%                         |
| 1994 | 326,531                                                  | + 11,2%                        |
| 1995 | 363,395                                                  | + 11,3%                        |
| 1996 | 393,613                                                  | + 8,3%                         |
| 1997 | 421,857                                                  | + 7,2%                         |
| 1998 | 463,684                                                  | + 9,9%                         |
| 1999 | 491,504                                                  | + 6,0%                         |
| 2000 | 463,646                                                  | -5,7%                          |
| 2001 | 361,237                                                  | -22,1%                         |
| 2002 | 275,468                                                  | -23,7%                         |
| 2003 | 338,132                                                  | + 22,7%                        |
| 2004 | 385,297                                                  | + 13,9%                        |
| 2005 | 375,398                                                  | -2,6%                          |
| 2006 | 383,926                                                  | + 2,3%                         |
| 2007 | 526,705                                                  | + 37,3%                        |
| 2008 | 500,277                                                  | -5,0%                          |
| 2009 | 509,956                                                  | + 1,9%                         |
| 2010 | 602,867                                                  | + 18,2%                        |
| 2011 | 736,215                                                  | + 22,1%                        |
| 2012 | 803,092                                                  | + 9,1%                         |
| 2013 | 797,616                                                  | -0,7%                          |
| 2014 | 790,118                                                  | -0,9%                          |
| 2015 | 538,970                                                  | -31%                           |
| 2016 | 753,002                                                  | + 40%                          |
| 2017 | 940,218                                                  | + 24,8%                        |
| 2018 | 1,173,072                                                | + 24,8%                        |
| 2019 | 1,197,191                                                | + 2,1%                         |

### Llegadas por país
La mayoría de los turistas que llegan a Nepal a corto plazo proceden de los siguientes países de nacionalidad:
| Rank | Country         | 2018      | 2017      | 2016    | 2015    | 2014    | 2013    | 2012    |
| ---- | --------------- | --------- | --------- | ------- | ------- | ------- | ------- | ------- |
| 1    | India           | 254,150   | 194,323   | 160,832 | 118,249 | 75,124  | 135,343 | 180,974 |
| 2    | China           | 169,543   | 153,633   | 104,664 | 104,005 | 66,984  | 123,805 | 113,173 |
| 3    | Estados Unidos  | 93,218    | 91,895    | 79,146  | 53,645  | 42,687  | 49,830  | 47,355  |
| 4    | Reino Unido     | 61,144    | 63,466    | 51,058  | 46,295  | 29,730  | 36,759  | 35,688  |
| 5    | Sri Lanka       | 55,869    | 69,490    | 45,361  | 57,521  | 44,367  | 37,546  | 32,736  |
| 6    | Tailandia       | 41,653    | 52,429    | 39,154  | 26,722  | 32,338  | 33,422  | 40,969  |
| 7    | Corea del Sur   | 29,680    | 37,218    | 34,301  | 25,171  | 18,112  | 23,205  | 19,714  |
| 8    | Australia       | 38,972    | 38,429    | 33,371  | 25,507  | 16,619  | 24,516  | 20,469  |
| 9    | Birmania        | 36,274    | 41,402    | 30,852  | 25,769  | 21,631  |         |         |
| 10   | Alemania        | 36,641    | 36,879    | 29,918  | 23,812  | 16,405  | 18,028  | 22,263  |
| 11   | Bangladés       | 25,849    | 26,355    | 29,060  | 23,440  | 14,831  | 21,851  | 22,410  |
| 12   | Japón           | 30,534    | 29,817    | 27,326  | 22,979  | 17,613  | 25,892  | 26,694  |
| 13   | Francia         | 30,646    | 31,810    | 26,140  | 20,863  | 16,405  | 24,097  | 21,842  |
| 14   | Malasia         | 21,329    | 22,833    | 18,284  | 13,669  | 9,855   | 18,915  | 18,842  |
| 15   | España          | 19,057    | 20,214    | 15,953  | 12,255  | 6,741   | 13,110  | 10,412  |
| 16   | Canadá          | 17,102    | 17,317    | 15,105  | 12,491  | 8,398   | 11,610  | 12,132  |
| 17   | Países Bajos    | 15,032    | 15,353    | 13,393  | 11,453  | 7,515   | 12,320  | 10,516  |
|      | Total Foreigner | 1,197,191 | 1,173,072 | 940,218 | 753,002 | 538,970 | 790,118 | 797,616 |

## Turismo salvaje
Según el Ministerio de Turismo de Nepal, las principales actividades turísticas incluyen actividades de aventura y vida salvaje como ciclismo de montaña, puenting, escalada en roca y montañismo, trekking, senderismo, observación de aves, vuelos, parapente y paseos en globo aerostático sobre las montañas de Himalaya, explorando las vías fluviales en balsa, kayak o canoa y safaris por la jungla, especialmente en la región de Terai.

## Sitios religiosos

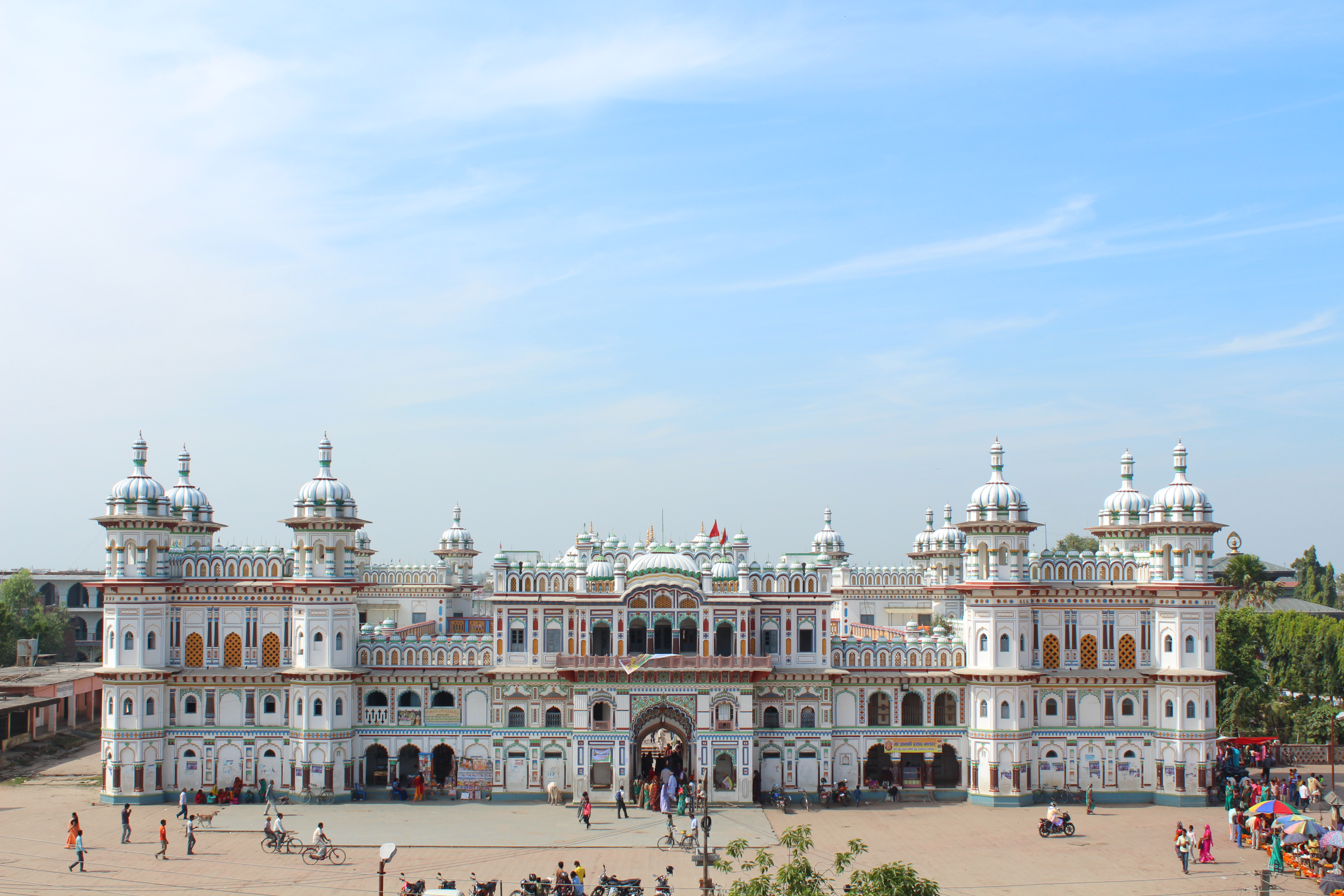
Janaki Mandir en janakpur, el templo donde la diosa nepalesa Sita se casó con el Señor Rama en Nepal.

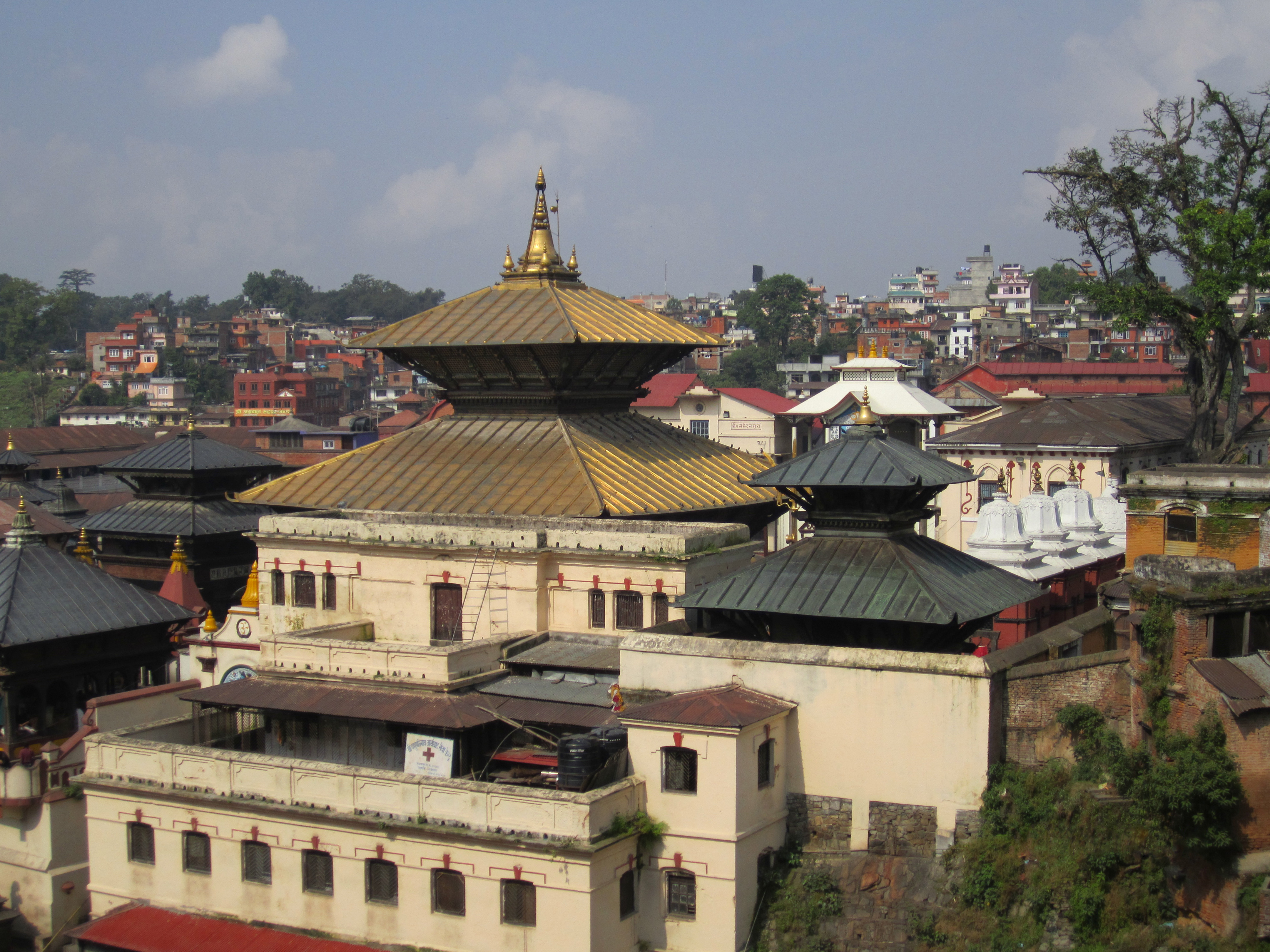
Templo de Pashupatinath de fama mundial en Nepal.

La religión mayoritaria en Nepal es el hinduismo, y el templo de Pashupatinath, el templo de Shiva más grande del mundo, ubicado en Katmandú, atrae a muchos peregrinos y turistas. Otros lugares de peregrinación hindú incluyen el complejo del templo en Swargadwari en el distrito de Pyuthan ; Janaki Mandir en Janakpurdham en la región de Mithila ; Lago Gosainkunda cerca de Dhunche ; los templos de Devghat ; Templo de Manakamana en el distrito de Gorkha ; Pathibhara cerca de Phungling ; y Mahamrityunjaya Shivasan Nepal en el distrito de Palpa, donde se encuentra el ídolo metálico más grande de Lord Shiva .
El budismo es la religión minoritaria más grande. El sitio del Patrimonio Mundial en Lumbini, que tradicionalmente se considera el lugar de nacimiento de Gautama Buddha, es un importante lugar de peregrinaje. Otro sitio budista destacado es Swayambhunath, el Templo de los Monos, en Katmandú.
El valle de Dang es un lugar sagrado para los hindúes y otras religiones. Kalika y Malika Devi en la colina Chhillikot, el templo Ambekeshawori, el templo Krishna y el templo Dharapani se encuentran entre los lugares sagrados del distrito de Dang . La colina de Chillikot también es un buen lugar para hacer turismo y también un antiguo palacio de un rey.
Muktinath es un lugar sagrado tanto para hindúes como para budistas. El sitio está ubicado en Muktinath Valley, distrito de Mustang .
Templo Badimalika en el distrito de Bajura, templo de Gadhimai en el distrito de Bara, templo de Halesi Mahadeva en Khotang. Bhageshwori Mandir en Nepalgunj . Bhagbhati mandir en Rajbiraj también son algunos templos populares en Nepal.